# Hypolobocera (Lindacatalina) latipenis
Hypolobocera (Lindacatalina) latipenis is een krabbensoort uit de familie van de Pseudothelphusidae.